# 293 هـ
293 هـ هي سنة في التقويم الهجري امتدت مقابلةً في التقويم الميلادي بين سنتي 905 و906.

## مواليد
- أبو أحمد العسكري

## وفيات
- صالح بن محمد جزرة